# Lliga Premier de Myanmar
La Lliga Premier de Myanmar o Lliga de Myanmar de futbol fou la màxima competició futbolística de Myanmar entre els anys 1996 i 2009.
La lliga la formaven clubs de Yangon, els quals eren majoritàriament clubs pertanyents a Ministeris governamentals, a més d'algun club privat. La denominació Lliga Premier de Myanmar fou adoptada la temporada 2005-06, en un intent de major professionalització de la lliga. L'any 2010 fou substituïda per la Lliga Nacional de Myanmar.

## Clubs participants (temporada 2007-2008)
- Finance and Revenue
- Kanbawza FC
- Commerce
- Energy
- Transport
- Yangon City Development Committee
- Construction
- Defence
- Agricultures & Irrigation
- Home Affairs
- Forestry
- Railways
- Royal Eleven
- Army

## Historial
Font:
- 1996: Finance and Revenue
- 1997: Finance and Revenue
- 1998: Yangon City Development Committee
- 1999: Finance and Revenue
- 2000: Finance and Revenue
- 2001: desconegut
- 2002: Finance and Revenue
- 2003: Finance and Revenue
- 2004: Finance and Revenue
- 2005: Finance and Revenue
- 2006: Finance and Revenue
- 2007: Kanbawza FC [a]
- 2008: Kanbawza FC [a]
- 2009: Ministry of Commerce[4]

Pels campions posteriors vegeu: Lliga Nacional de Myanmar.